# Velika Kapela
Velika Kapela är en bergskedja i Kroatien. Den ligger i den centrala delen av landet, 100 km sydväst om huvudstaden Zagreb.